# Jana Greyová
Jana Greyová (asi 1536 – 12. února 1554) byla vládnoucí královna Anglie a Irska po devět dní v roce 1553.
Byla praneteří Jindřicha VIII. Pod vlivem jejího tchána Johna Dudleyho, vévody z Northumberlandu, ji určil Eduard VI. za svou nástupkyni na trůn a vyloučil tak z nástupnické linie své polorodé sestry Marii a Alžbětu. Když 6. července 1553 mladý král zemřel, byla Jana prohlášena anglickou královnou.
Navzdory Dudleyho snaze se Marii za krátkou dobu podařilo získat dostatečnou podporu a 19. července triumfálně dorazila do Londýna. Parlament ji prohlásil za právoplatnou královnu a odvolal prohlášení Jany. Marie Janu a jejího manžela nechala uvěznit v Toweru a Dudley byl popraven.
Jana i její manžel byli v říjnu obviněni ze zrady a odsouzeni k smrti. Důvodem byla protestantská vzpoura, v níž se angažoval její otec. Ten a jiní vzbouřenci požadovali, aby byla Jana znovu uvedena na trůn. I když se Jana této vzpoury neúčastnila, představovala pro Marii nebezpečí vzniku dalších rebelií, a tak byla 12. února 1554 popravena.

## Mládí
Jana se narodila zřejmě ke konci roku 1536 nebo na počátku roku 1537 jako nejstarší dcera Jindřicha Greye a Frances Brandonové. Janina matka byla dcerou Marie, nejmladší sestry Jindřicha VIII., a byla tak sestřenicí Eduarda VI. Jana měla ještě dvě mladší sestry, Kateřinu a Marii. Její matka byla i na tehdejší dobu hrubá, krutá a dominantní a Jana tak hledala útěchu v knihách. Studovala latinu, řečtinu, hebrejštinu i jiné současné jazyky a prostřednictvím svých učitelů získala protestantské názory.
Roku 1546 byla poslána, aby žila jako schovanka u Kateřiny Parrové, od roku 1543 manželky Jindřicha VIII. V té době se začala seznamovat se svými královskými příbuznými Eduardem, Marií a Alžbětou. Poté, co Jindřich VIII. zemřel, se Kateřina Parrová vdala za Thomase Seymoura; krátce po narození svého jediného dítěte zemřela.
Thomas Seymour chtěl, aby se Jana vdala za nově korunovaného krále Eduarda VI., ale jeho bratr Eduard Seymour, Eduardův protektor, domluvil Eduardovy zásnuby s francouzskou princeznou Alžbětou. Oba bratři byli svým soupeřem Johnem Dudleyem obviněni ze zrady a popraveni. Ten, když viděl, že zdraví mladého krále je nalomeno a Jana je jednou z možných pretendentů trůnu, oženil s ní 21. května 1553 svého druhého nejmladšího syna Guildforda Dudleyho.

## Nárok na trůn

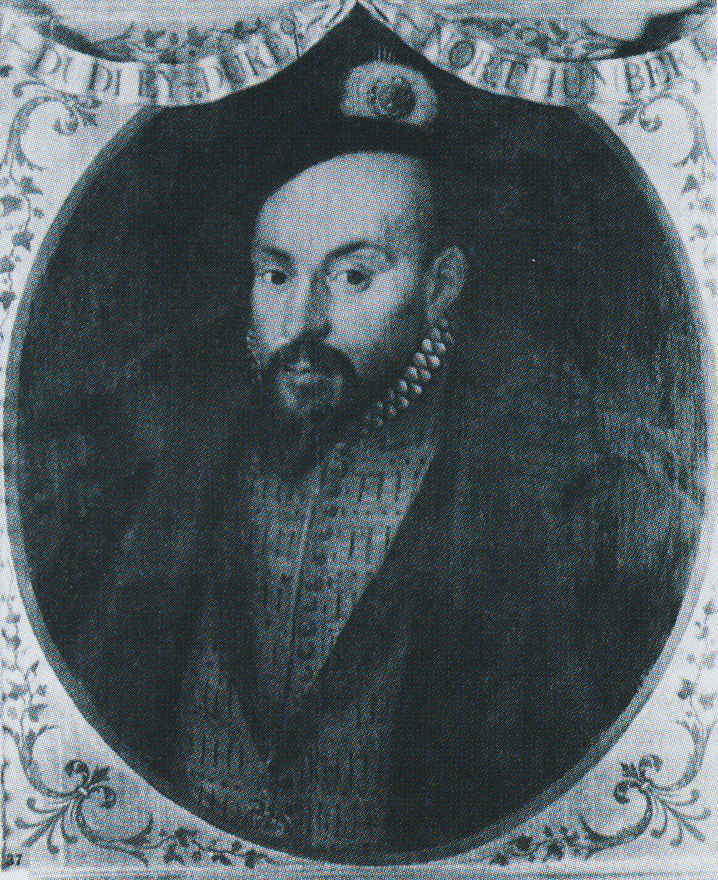
John Dudley, vévoda z Northumberlandu

Greyové byli nejmladší větví následníků Jindřicha VII. Třetí zákon o nástupnictví obnovil nárok Marie a Alžběty na trůn, stále však byly považovány za nelegitimní potomky Jindřicha VIII. Tento zákon také umožnil Jindřichovi VIII., aby ve své závěti určil svého nástupce. V této závěti byly určeny za nástupce jeho tři děti, a pokud by žádné z nich nemělo mužského potomka, byli by následníky dědicové jeho mladší sestry Marie, mezi které patřila i Jana. Jindřich vyloučil z následnictví potomky své starší sestry Markéty, a to z důvodu snahy eliminovat možnost, že by na anglický trůn nastoupil skotský panovník.
V době smrti patnáctiletého Eduarda VI. měla největší nárok na trůn jeho katolicky zaměřená polorodá sestra Marie, Eduard ale ve své poslední vůli jmenoval dědici potomky sestry svého otce Marie Tudorovny. Tato vůle byla zřejmě[zdroj?] napsána pod nátlakem vévody z Northumberlandu, který se obával odklonu od protestantismu, což by zároveň znamenalo i jeho ztrátu vlivu u dvora. Tato závěť fakticky znamenala, že nástupnictví přechází na Janu Greyovou, která podporovala protestanty.
Eduard zemřel 6. července 1553 a 10. července 1553 prohlásil Northumberland Janu Greyovou anglickou královnou. Jana odmítla jmenovat svého muže, Northumberlandova syna, králem a místo toho navrhla jmenovat ho vévodou z Clarence.

## Smrt

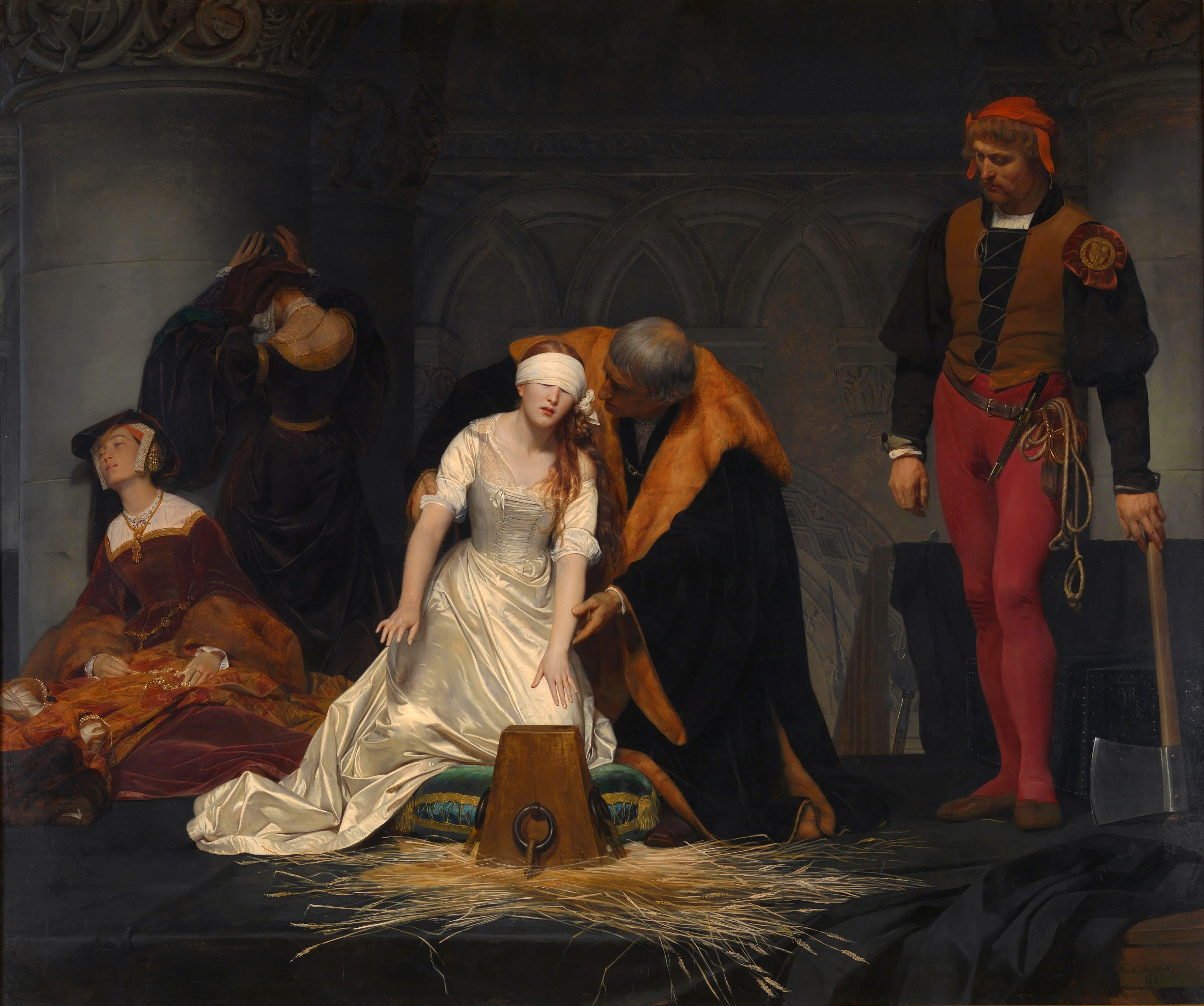
Obraz popravy Jany Greyové od francouzského malíře Paula Delaroche (1833)

Během devíti následujících dnů se Marii podařilo zajistit dostatečnou podporu mezi šlechtici, takže mohla vjet triumfálně do Londýna. Parlament neměl jinou možnost než odvolat předchozí jmenování Jany Greyové za panovnici a prohlásit královnou Marii. Marie nechala Janu i jejího manžela uvěznit v Toweru. Northumberland byl 21. srpna popraven.
Janin osud zpečetila protestantská Wyatova vzpoura na konci ledna 1554, i když ona sama se v ní přímo neangažovala. Vzpoura byla vyvolána hrozbou sňatku Marie s princem Filipem (pozdějším králem španělským). Janin otec, vévoda ze Suffolku, se spolu s jinými šlechtici ke vzpouře připojili a požadovali, aby se Jana stala místo Marie královnou. Filip a jeho rádci naléhali na Marii, aby nechala Janu, pokud tato nebude konvertovat ke katolictví, popravit a odstranila tak záminku dalších vzpour.
Jana, její manžel Guilford Dudley a dva jeho bratři byli obviněni ze zrady. Oba manželé byli shledáni vinnými. Giulford byl 12. února veřejně popraven na Tower Hillu. Marie projevila Janě úctu, která se poskytovala jen několika příslušníkům královského rodu, a přikázala, aby byla popravena uvnitř Toweru na Tower Greenu. Teprve sedmnáctiletá Lady Jana byla popravena ráno 12. února 1554 v Londýnském Toweru. Doprovázelo ji jen její služebnictvo, její rodina ji opustila. Před smrtí požádala, aby se mohla pomodlit za svoji duši, pak si nechala zavázat oči a úder popravčí sekyry oddělil její hlavu od těla. Její mrtvé tělo bez hlavy leželo na popravišti po zbytek dne, než bylo pohřbeno v Toweru pod kaplí sv. Pavla. Její otec vévoda ze Suffolku byl popraven o týden později.
Na stejném místě jako Jana jsou pohřbeny i dvě popravené manželky Jindřicha VIII. Anna Boleynová a Kateřina Howardová, švagr Jindřicha VIII. George Boleyn a Janin manžel Lord Guildford Dudley.

## Genealogie
| Jana Greyová | Otec: Jindřich Grey       | Děd: Thomas Grey, 2. markýz z Dorsetu | Praděd: Thomas Grey, 1. markýz z Dorsetu           |
| Jana Greyová | Otec: Jindřich Grey       | Děd: Thomas Grey, 2. markýz z Dorsetu | Prababička: Cecily Bonville, 7. baronesa Harington |
| Jana Greyová | Otec: Jindřich Grey       | Babička: Markéta Wottonová            | Praděd: Richard Wotton                             |
| Jana Greyová | Otec: Jindřich Grey       | Babička: Markéta Wottonová            | Prababička: Anna Belknapová                        |
| Jana Greyová | Matka: Frances Brandonová | Děd: Charles Brandon                  | Praděd: William Brandon (zemř. 1485)               |
| Jana Greyová | Matka: Frances Brandonová | Děd: Charles Brandon                  | Prababička: Alžběta Bruynová                       |
| Jana Greyová | Matka: Frances Brandonová | Babička: Marie Tudorovna (1496–1533)  | Praděd: Jindřich VII. Tudor                        |
| Jana Greyová | Matka: Frances Brandonová | Babička: Marie Tudorovna (1496–1533)  | Prababička: Alžběta z Yorku                        |